# Quarta Repubblica (programma televisivo)
Quarta Repubblica è un programma televisivo italiano di genere talk show, politico e rotocalco, in onda in prima serata su Rete 4 dal 17 settembre 2018 con la conduzione di Nicola Porro. Il programma è giunto alla settima edizione e viene trasmesso in diretta dallo studio 1 del Centro Safa Palatino di Roma.

## Il programma
Il programma, condotto da Nicola Porro e curato da Vicsia Portel, è realizzato dalla testata giornalistica italiana Videonews e tratta le vicende legate alla politica, alla società e all'economia, con l'ausilio di servizi e della presenza di ospiti in studio e in collegamento, pronti ad intervenire sulle varie tematiche.
Durante le prime due edizioni, lo schema di una puntata solitamente all'inizio prevedeva un'intervista con un politico, con l'aiuto di un altro giornalista, altrimenti il programma iniziava con una domanda del conduttore, a partire dai fatti più importanti della settimana, a cui si cercava di rispondere nel successivo dibattito con ospiti in studio e collegamenti esterni. Attualmente, ogni puntata inizia solitamente con un servizio giornalistico che viene successivamente commentato dagli ospiti in studio, e nel corso della puntata vengono affrontati i vari argomenti, corredati o meno da servizi. Successivamente nel programma vengono introdotti degli spazi curati da Gene Gnocchi (in precedenza questi spazi erano stati curati da Paolo Hendel).
Talvolta, nell'ultimo blocco della puntata è presente Il Processo di Quarta Repubblica, una rubrica dove il conduttore pone agli ospiti un argomento sul quale discutere, una tesi su cui si può essere favorevoli o contrari. La rubrica vede l'intervento nel dibattito di due ospiti in collegamento, uno per il SÌ e uno per il NO, nonché di vari ospiti, in numero variabile, in studio, che si schierano nel dibattito.

## Edizioni
| Edizione | Anno      | Conduzione   | Periodo           | Periodo        | Puntate      | Puntate  | Regia               | Regia               | Studio                                  |
| Edizione | Anno      | Conduzione   | Inizio            | Fine           | Prima serata | Speciali | Regia               | Regia               | Studio                                  |
| -------- | --------- | ------------ | ----------------- | -------------- | ------------ | -------- | ------------------- | ------------------- | --------------------------------------- |
| 1ª       | 2018-2019 | Nicola Porro | 17 settembre 2018 | 15 luglio 2019 | 41           | 1        | Giorgio Bardelli    | Giorgio Bardelli    | Studio 1 del Centro Safa Palatino, Roma |
| 2ª       | 2019-2020 | Nicola Porro | 2 settembre 2019  | 27 luglio 2020 | 41           | –        | Giorgio Bardelli    | Giorgio Bardelli    | Studio 1 del Centro Safa Palatino, Roma |
| 3ª       | 2020-2021 | Nicola Porro | 31 agosto 2020    | 19 luglio 2021 | 46           | 3        | Giorgio Bardelli    | Giorgio Bardelli    | Studio 1 del Centro Safa Palatino, Roma |
| 4ª       | 2021-2022 | Nicola Porro | 6 settembre 2021  | 27 giugno 2022 | 40           | 13       | Giorgio Bardelli    | Giorgio Bardelli    | Studio 1 del Centro Safa Palatino, Roma |
| 5ª       | 2022-2023 | Nicola Porro | 29 agosto 2022    | 26 giugno 2023 | 40           | 3        | Giorgio Bardelli    | Giorgio Bardelli    | Studio 1 del Centro Safa Palatino, Roma |
| 6ª       | 2023-2024 | Nicola Porro | 4 settembre 2023  | 22 luglio 2024 | 44           | 3        | Giorgio Bardelli    | Piergiorgio Camilli | Studio 1 del Centro Safa Palatino, Roma |
| 7ª       | 2024-2025 | Nicola Porro | 2 settembre 2024  | 14 luglio 2025 | 43           | –        | Piergiorgio Camilli | Piergiorgio Camilli | Studio 1 del Centro Safa Palatino, Roma |

### Prima edizione (2018-2019)
La prima edizione di Quarta Repubblica, con la conduzione di Nicola Porro, è andata in onda ogni lunedì in prima serata su Rete 4 dal 17 settembre 2018 al 15 luglio 2019, in diretta dallo studio 1 del Centro Safa Palatino di Roma. In questa edizione il programma è andato in onda fino al 17 dicembre 2018, per poi tornare dopo la pausa natalizia dal 7 gennaio al 15 luglio 2019. Il 28 maggio dello stesso anno è andata in onda in prima serata una puntata speciale dedicata alle elezioni europee, intitolata Quarta Repubblica Speciale - Elezioni (con una durata di circa 180 minuti). In questa edizione il programma non era andato in onda a Pasquetta.

### Seconda edizione (2019-2020)
La seconda edizione di Quarta Repubblica, sempre con la conduzione di Nicola Porro, è andata in onda ogni lunedì in prima serata su Rete 4 dal 2 settembre 2019 al 27 luglio 2020, in diretta dallo studio 1 del Centro Safa Palatino di Roma. In questa edizione il programma è andato in onda fino al 16 dicembre 2019, per poi tornare dopo la consueta pausa natalizia dal 13 gennaio al 27 luglio 2020. Dal 9 al 30 marzo il programma era stato sospeso e sostituito dai programmi Stasera Italia e Dritto e rovescio, condotti rispettivamente da Barbara Palombelli e Paolo Del Debbio, a causa della positività del conduttore al COVID-19, ed era tornato in onda dal 6 aprile al 27 luglio 2020, ma senza pubblico in studio a causa delle misure di contenimento della pandemia di COVID-19.

### Terza edizione (2020-2021)
La terza edizione di Quarta Repubblica, sempre con la conduzione di Nicola Porro, è andata in onda ogni lunedì in prima serata su Rete 4 dal 31 agosto 2020 al 19 luglio 2021, in diretta dallo studio 1 del Centro Safa Palatino di Roma. In questa edizione il programma è andato in onda senza pubblico in studio a causa delle misure di contenimento della pandemia di COVID-19. Il 21 settembre 2020 è stato trasmesso su Rete 4 una puntata speciale dedicata alle elezioni amministrative e regionali, referendum costituzionale, intitolata Quarta Repubblica al voto; andata in onda per la prima volta nel pomeriggio, è stata trasmessa anche nella sua solita collocazione, per un totale di circa otto ore di trasmissione e proposta anche in simulcast su TGcom24. Il 3 novembre 2020, dalla seconda serata in poi per una durata di circa 195 minuti, è andato in onda uno spin-off del programma dal titolo La notte americana, dedicato alle elezioni presidenziali negli Stati Uniti d'America e proposto anche in simulcast su TGcom24. Il 19 gennaio 2021 è stata trasmessa nel pomeriggio una puntata speciale sulla crisi di governo italiana, intitolata Quarta Repubblica Speciale - Voto al Senato, con una durata di circa 175 minuti. In questa edizione il programma, per consentire al conduttore di commemorare l'anno più lungo che ha visto come protagonista l'emergenza sanitaria, per la prima volta non si è preso una pausa durante le feste natalizie. Inizialmente l'edizione doveva terminare il 5 luglio 2021, ma visti gli ottimi risultati ottenuti in base agli ascolti è stata allungata per altre due settimane fino al 19 luglio.

### Quarta edizione (2021-2022)
La quarta edizione di Quarta Repubblica, sempre con la conduzione di Nicola Porro, è andata in onda ogni lunedì in prima serata su Rete 4 dal 6 settembre 2021 al 27 giugno 2022, in diretta dallo studio 1 del Centro Safa Palatino di Roma. In questa edizione il programma è andato in onda fino al 20 dicembre 2021, per poi tornare dopo la consueta pausa natalizia dal 10 gennaio al 27 giugno 2022. La puntata del 10 gennaio è stata condotta da casa, poiché il conduttore ha avuto un contatto stretto con una persona risultata positiva al COVID-19, da cui ha però ricevuto il tampone negativo. Dal 24 al 27 gennaio 2022 sono state trasmesse nel pomeriggio quattro puntate speciali con una durata di 120 minuti, mentre il 28 e il 29 gennaio sono state trasmesse due puntate speciali, rispettivamente, nel pomeriggio (con una durata di 245 minuti) e in prima serata (con una durata di 110 minuti). Tutte le otto puntate speciali trasmesse dal 24 al 29 gennaio hanno assunto il titolo di Quarta Repubblica Quirinale, ed erano dedicate all'elezione del Presidente della Repubblica Italiana. Dal 24 al 26 febbraio 2022 sono state trasmesse tre puntate speciali intitolate Quarta Repubblica Speciale - Guerra in Ucraina (con una durata di 165 minuti), ed erano dedicate alla crisi russo-ucraina. Il 14 e il 20 luglio 2022 sono state trasmesse nel pomeriggio due puntate speciali dedicate alla crisi di governo italiana, intitolate Quarta Repubblica Speciale - Crisi di governo, con una durata di circa 240 minuti. Come nell'edizione precedente, anche in questa il programma è stato trasmesso senza pubblico in studio a causa delle misure di contenimento della pandemia di COVID-19. In questa edizione il programma non era andato in onda a Pasquetta.

### Quinta edizione (2022-2023)
La quinta edizione di Quarta Repubblica, sempre con la conduzione di Nicola Porro, è andata in onda ogni lunedì in prima serata su Rete 4 dal 29 agosto 2022 al 26 giugno 2023, in diretta dallo studio 1 del Centro Safa Palatino di Roma. In questa edizione il programma è andato in onda fino al 12 dicembre 2022, per poi tornare in onda dopo la consueta pausa natalizia dal 9 gennaio al 26 giugno 2023. Il 25 settembre 2022 è stata trasmessa dalla prima serata in poi una puntata speciale per seguire i risultati delle elezioni politiche in Italia del 25 settembre 2022, intitolata Quarta Repubblica - Vincitori e Vinti (con una durata di circa 370 minuti). Come nelle due edizioni precedenti, anche in questa il programma è stato trasmesso senza pubblico in studio a causa delle misure di contenimento della pandemia di COVID-19. Il 13 febbraio 2023 è stata trasmessa nel pomeriggio una puntata speciale dedicata alle elezioni regionali (con una durata di circa 190 minuti). Il 12 giugno 2023 il programma non è andato in onda per lasciare spazio a uno speciale del TG5 in occasione della morte di Silvio Berlusconi. Il 24 giugno 2023, in prima serata, è stata trasmessa una puntata speciale dedicata al golpe in Russia, intitolata Quarta Repubblica Speciale - Rivolta contro Putin (con una durata di 120 minuti). Da questa edizione il programma torna ad andare in onda anche a Pasquetta.

### Sesta edizione (2023-2024)
La sesta edizione di Quarta Repubblica, sempre con la conduzione di Nicola Porro, è andata in onda ogni lunedì in prima serata su Rete 4 dal 4 settembre 2023 al 22 luglio 2024, in diretta dallo studio 1 del Centro Safa Palatino di Roma. Il 7 ottobre 2023, in prima serata, è andata in onda una puntata speciale dedicata alla guerra in Israele, intitolata Quarta Repubblica Speciale (con una durata di 120 minuti). Nonostante la cessazione dell'emergenza COVID-19 (ufficializzata il 5 maggio 2023 dall'OMS), da questa edizione è stata decisa la messa in onda del programma con l'estromissione definitiva del pubblico in studio. In questa edizione il programma è andato in onda fino al 18 dicembre 2023, per poi tornare dopo la consueta pausa natalizia dall'8 gennaio al 22 luglio 2024. Il 9 giugno dello stesso anno, in prima serata, è andata in onda una puntata speciale dedicata alle elezioni europee, intitolata Quarta Repubblica Speciale - Europa al voto (con una durata di circa 240 minuti). Il 7 luglio dello stesso anno, in prima serata, è andata in onda una puntata speciale dedicata alle elezioni legislative in Francia, intitolata Quarta Repubblica Speciale - Francia al voto (con una durata di circa 145 minuti).

### Settima edizione (2024-2025)
La settima edizione di Quarta Repubblica, sempre con la conduzione di Nicola Porro, è andata in onda ogni lunedì in prima serata su Rete 4 dal 2 settembre 2024 al 14 luglio 2025, in diretta allo studio 1 del Centro Safa Palatino di Roma. In questa edizione il programma è andato in onda fino al 23 dicembre 2024, per poi tornare dopo la consueta pausa natalizia dal 13 gennaio 2025.

### Ottava edizione (2025-2026)
L'ottava edizione di Quarta Repubblica, sempre con la conduzione di Nicola Porro, andrà in onda ogni lunedì in prima serata su Rete 4 dal 1º settembre 2025, in diretta allo studio 1 del Centro Safa Palatino di Roma.

## Speciali
| Puntata | Anno | Conduzione   | Titolo                                            | Messa in onda     | Argomenti della puntata                                        | Orario      | Programmazione | Programmazione | Programmazione              | Programmazione | Programmazione | Programmazione | Programmazione | Collocazione | Studio                                  | Ascolti        | Ascolti | Ascolti |
| Puntata | Anno | Conduzione   | Titolo                                            | Messa in onda     | Argomenti della puntata                                        | Orario      | L              | M              | M                           | G              | V              | S              | D              | Collocazione | Studio                                  | Telespettatori | Share   | Fonte   |
| ------- | ---- | ------------ | ------------------------------------------------- | ----------------- | -------------------------------------------------------------- | ----------- | -------------- | -------------- | --------------------------- | -------------- | -------------- | -------------- | -------------- | ------------ | --------------------------------------- | -------------- | ------- | ------- |
| 1       | 2019 | Nicola Porro | Quarta Repubblica Speciale - Elezioni             | 28 maggio 2019    | Elezioni europee                                               | 21:25-00:50 |                |                |                             |                |                |                |                | Prima serata | Studio 1 del Centro Safa Palatino, Roma | 1 255 000      | 6,30%   | [ 33 ]  |
| 2       | 2020 | Nicola Porro | Quarta Repubblica al voto                         | 21 settembre 2020 | Elezioni amministrative e regionali, referendum costituzionale | 14:50-18:55 |                |                | Day-time                    | 585 000        | 4,90%          | [ 34 ]         |                |              | Studio 1 del Centro Safa Palatino, Roma |                |         |         |
| 3       | 2020 | Nicola Porro | La notte americana                                | 3 novembre 2020   | Elezioni presidenziali negli Stati Uniti d'America             | 00:50-06:00 |                |                | Dalla seconda serata in poi | 344 000        | 6,80%          | [ 35 ]         |                |              | Studio 1 del Centro Safa Palatino, Roma |                |         |         |
| 4       | 2021 | Nicola Porro | Quarta Repubblica Speciale - Voto al Senato       | 19 gennaio 2021   | Crisi di governo italiana                                      | 15:40-18:55 | Day-time       | 640 000        | 4,50%                       | [ 36 ]         |                |                |                |              | Studio 1 del Centro Safa Palatino, Roma |                |         |         |
| 5       | 2022 | Nicola Porro | Quarta Repubblica Quirinale                       | 24 gennaio 2022   | Elezione del Presidente della Repubblica Italiana              | 16:30-18:55 | Day-time       |                |                             | 401 000        | 2,80%          | [ 37 ]         |                |              | Studio 1 del Centro Safa Palatino, Roma |                |         |         |
| 6       | 2022 | Nicola Porro | Quarta Repubblica Quirinale                       | 25 gennaio 2022   | Elezione del Presidente della Repubblica Italiana              | 16:30-18:55 | Day-time       |                |                             | 343 000        | 2,50%          | [ 38 ]         |                |              | Studio 1 del Centro Safa Palatino, Roma |                |         |         |
| 7       | 2022 | Nicola Porro | Quarta Repubblica Quirinale                       | 26 gennaio 2022   | Elezione del Presidente della Repubblica Italiana              | 16:30-18:55 | Day-time       |                |                             | 411 000        | 3,00%          | [ 39 ]         |                |              | Studio 1 del Centro Safa Palatino, Roma |                |         |         |
| 8       | 2022 | Nicola Porro | Quarta Repubblica Quirinale                       | 27 gennaio 2022   | Elezione del Presidente della Repubblica Italiana              | 16:30-18:55 | Day-time       |                |                             | 412 000        | 2,90%          | [ 40 ]         |                |              | Studio 1 del Centro Safa Palatino, Roma |                |         |         |
| 9       | 2022 | Nicola Porro | Quarta Repubblica Quirinale                       | 28 gennaio 2022   | Elezione del Presidente della Repubblica Italiana              | 14:00-18:55 | Day-time       |                |                             | 574 000        | 4,10%          | [ 41 ]         |                |              | Studio 1 del Centro Safa Palatino, Roma |                |         |         |
| 10      | 2022 | Nicola Porro | Quarta Repubblica Quirinale                       | 28 gennaio 2022   | Elezione del Presidente della Repubblica Italiana              | 21:25-23:30 | Prima serata   | 1 068 000      | 4,90%                       |                |                | [ 41 ]         |                |              | Studio 1 del Centro Safa Palatino, Roma |                |         |         |
| 11      | 2022 | Nicola Porro | Quarta Repubblica Quirinale                       | 29 gennaio 2022   | Elezione del Presidente della Repubblica Italiana              | 14:00-18:55 |                |                | Day-time                    | 547 000        | 3,60%          | [ 42 ]         |                |              | Studio 1 del Centro Safa Palatino, Roma |                |         |         |
| 12      | 2022 | Nicola Porro | Quarta Repubblica Quirinale                       | 29 gennaio 2022   | Elezione del Presidente della Repubblica Italiana              | 21:25-23:30 | Prima serata   | 813 000        | 3,70%                       |                |                | [ 42 ]         |                |              | Studio 1 del Centro Safa Palatino, Roma |                |         |         |
| 13      | 2022 | Nicola Porro | Quarta Repubblica Speciale - Guerra in Ucraina    | 24 febbraio 2022  | Crisi russo-ucraina                                            | 15:35-18:55 |                |                | Day-time                    | 543 000        | 4,40%          | [ 43 ]         |                |              | Studio 1 del Centro Safa Palatino, Roma |                |         |         |
| 14      | 2022 | Nicola Porro | Quarta Repubblica Speciale - Guerra in Ucraina    | 25 febbraio 2022  | Crisi russo-ucraina                                            | 15:35-18:55 |                |                | Day-time                    | 475 000        | 3,90%          | [ 44 ]         |                |              | Studio 1 del Centro Safa Palatino, Roma |                |         |         |
| 15      | 2022 | Nicola Porro | Quarta Repubblica Speciale - Guerra in Ucraina    | 26 febbraio 2022  | Crisi russo-ucraina                                            | 15:35-18:55 |                |                | Day-time                    | 598 000        | 4,23%          | [ 45 ]         |                |              | Studio 1 del Centro Safa Palatino, Roma |                |         |         |
| 16      | 2022 | Nicola Porro | Quarta Repubblica Speciale - Crisi di governo     | 14 luglio 2022    | Crisi di governo italiana                                      | 14:00-18:55 |                |                | Day-time                    | 347 000        | 3,90%          | [ 46 ]         |                |              | Studio 1 del Centro Safa Palatino, Roma |                |         |         |
| 17      | 2022 | Nicola Porro | Quarta Repubblica Speciale - Crisi di governo     | 20 luglio 2022    | Crisi di governo italiana                                      | 14:00-18:55 |                |                | Day-time                    | 459 000        | 4,90%          | [ 47 ]         |                |              | Studio 1 del Centro Safa Palatino, Roma |                |         |         |
| 18      | 2022 | Nicola Porro | Quarta Repubblica - Vincitori e Vinti             | 25 settembre 2022 | Elezioni politiche in Italia del 25 settembre 2022             | 21:25-03:35 |                |                | Dalla prima serata in poi   | 945 000        | 7,60%          | [ 48 ]         |                |              | Studio 1 del Centro Safa Palatino, Roma |                |         |         |
| 19      | 2023 | Nicola Porro | Quarta Repubblica al voto                         | 13 febbraio 2023  | Elezioni regionali                                             | 14:50-18:55 |                |                | Day-time                    | 375 000        | 3,60%          | [ 49 ]         |                |              | Studio 1 del Centro Safa Palatino, Roma |                |         |         |
| 20      | 2023 | Nicola Porro | Quarta Repubblica Speciale - Rivolta contro Putin | 24 giugno 2023    | Crisi russo-ucraina                                            | 21:25-00:00 |                |                | Prima serata                | 660 000        | 5,20%          | [ 50 ]         |                |              | Studio 1 del Centro Safa Palatino, Roma |                |         |         |
| 21      | 2023 | Nicola Porro | Quarta Repubblica Speciale                        | 7 ottobre 2023    | Guerra in Israele                                              | 21:25-00:00 | 452 000        | 3,00%          | Prima serata                | [ 51 ]         |                |                |                |              | Studio 1 del Centro Safa Palatino, Roma |                |         |         |
| 22      | 2024 | Nicola Porro | Quarta Repubblica Speciale - Europa al voto       | 9 giugno 2024     | Elezioni europee                                               | 21:25-02:30 |                |                | Prima serata                | 658 000        | 5,86%          | [ 52 ]         |                |              | Studio 1 del Centro Safa Palatino, Roma |                |         |         |
| 23      | 2024 | Nicola Porro | Quarta Repubblica Speciale - Francia al voto      | 7 luglio 2024     | Elezioni legislative in Francia                                | 21:25-00:10 | 541 000        | 4,40%          | Prima serata                | [ 53 ]         |                |                |                |              | Studio 1 del Centro Safa Palatino, Roma |                |         |         |

## Programmazione
| Edizione | Rete televisiva | Anno      | Stagione      | Orario      | Durata  | Programmazione | Programmazione | Programmazione | Programmazione | Programmazione | Programmazione | Programmazione | Collocazione |
| Edizione | Rete televisiva | Anno      | Stagione      | Orario      | Durata  | L              | M              | M              | G              | V              | S              | D              | Collocazione |
| -------- | --------------- | --------- | ------------- | ----------- | ------- | -------------- | -------------- | -------------- | -------------- | -------------- | -------------- | -------------- | ------------ |
| 1ª       | Rete 4          | 2018-2019 | estate-estate | 21:25-00:55 | 190 min |                |                |                |                |                |                |                | Prima serata |
| 2ª       | Rete 4          | 2019-2020 | estate-estate | 21:25-00:55 | 190 min |                |                |                |                |                |                |                | Prima serata |
| 3ª       | Rete 4          | 2020-2021 | estate-estate | 21:25-00:55 | 190 min |                |                |                |                |                |                |                | Prima serata |
| 4ª       | Rete 4          | 2021-2022 | estate-estate | 21:25-00:55 | 190 min |                |                |                |                |                |                |                | Prima serata |
| 5ª       | Rete 4          | 2022-2023 | estate-estate | 21:25-00:55 | 190 min |                |                |                |                |                |                |                | Prima serata |
| 6ª       | Rete 4          | 2023-2024 | estate-estate | 21:25-00:55 | 190 min |                |                |                |                |                |                |                | Prima serata |
| 7ª       | Rete 4          | 2024-2025 | estate-estate | 21:25-00:55 | 190 min |                |                |                |                |                |                |                | Prima serata |

## Ospiti ricorrenti
Nel programma ci sono degli ospiti, alcuni dei quali VIP, che tornano più volte all'interno del programma o intervengono in video collegamento, tra i ricorrenti ci sono: Alessandro Sallusti, Claudio Cerasa, Daniele Capezzone, Federico Rampini, Giuseppe Cruciani, Hoara Borselli, Piero Sansonetti, Pietro Senaldi, Vittorio Sgarbi.

## Sigla
Dalla prima alla terza edizione la sigla del programma era Getaway della Salsoul Orchestra. Dalla quarta edizione la sigla è un jingle creato appositamente.